# Rapaces (historieta)
Para la clase de aves depredadoras consúlteses Rapaces.
Rapaces es una serie de cómic publicada por la editorial Dargaud, con guion de Jean Dufaux y dibujo Enrico Marini. El primer ciclo está formado por cuatro álbumes.
En España Rapaces ha sido publicado por Norma Editorial.

## Sinopsis
En la ciudad de Nueva York, la teniente de policía Vicky Lenore y su compañero Spiaggi investigan una serie de asesinatos, caracterizados por el mensaje "Vuestro reino ha terminado". En principio, salvo la forma de morir, nada parece unir a los muertos entre ellos.
Los asesinatos han sido cometidos por los rapaces, los hermanos Drago y Camilla, hijos del antiguo vampiro Don Molina. Su padre resultó asesinado por sus congéneres por oponerse a cambiar su sed de sangre para adaptarse a vivir entre los humanos. Desde hace siglos, los vampiros siguen siendo inmortales, aunque han perdido gran parte de sus poderes y debilidades, y su vulnerabilidad es un pequeño quiste detrás de la oreja. Sólo Drago y Camilla conservan la antigua ferocidad y poderes de los antiguos vampiros, y ahora están dispuestos a vengarse por la muerte de su padre.
Para protegerse de Drago y Camilla, los vampiros recurren a Aznar Akeba, un joven estudiante que vive en la India y que dispone de poder para enfrentarse a los asesinos.

## Álbumes
- Tomo 1 (1998)
- Tomo 2 (2000)
- Tomo 3 (2001)
- Tomo 4 (2003)
- Fuera de la serie: Volveré (Je reviendrai) (2006)